# Josef Ignaz Omlin
Josef Ignaz Omlin (* 21. September 1825 in Sarnen; † 28. Februar 1916 ebenda) war ein Schweizer Politiker und Richter.
Josef Ignaz Omlin war der Sohn des Josef Omlin, Schmied und Ratsherr, und dessen Frau Marie Josefa Stockmann, Tochter des Landammanns Josef Ignaz Stockmann. Er heiratete Anna Marie Müller.
Omlin absolvierte einige Jahre im Gymnasium Sarnen und war von Beruf Schmied. Als Offizier machte er beim «Preussenfeldzug» 1856/1857 die Grenzbesetzung mit.
Erste öffentliche Ämter bekleidete er in der Korporation Freiteil. Von 1853 bis 1911 war er konservativer Kirchgenossen- bzw. Bürgergemeinderat und von 1884 bis 1907 dessen Präsident. Von 1853 bis 1884 gehörte er dem Sarner Einwohnergemeinderat an, den er achtmal präsidierte. Von 1850 bis 1857 wirkte er als Dreifacher Rat und von 1857 bis 1906 als Obwaldner Land- bzw. Kantonsrat, dessen Präsident er von 1884 bis 1885 war. Von 1868 bis 1906 wirkte er als Regierungsrat, wobei er 1897, 1899 und 1901 Landammann war.
Omlin war von 1864 bis 1868 Kantonsrichter, von 1868 bis 1903 Revisions- und Kassationsrichter und von 1868 bis 1911 Verhörrichter. Zudem war er von 1864 bis 1872 Zeugherr und von 1866 bis 1867 Kriegsrat.